# Шарлотт (Нью-Йорк)
Шарлотт (англ. Charlotte) — місто (англ. town) в США, в окрузі Чотоква штату Нью-Йорк. Населення — 1527 осіб (2020).

## Демографія
Згідно з переписом 2010 року, у місті мешкало 1729 осіб у 670 домогосподарствах у складі 467 родин. Було 802 помешкання
Расовий склад населення:
| - 97,9 % — білих - 0,3 % — корінних американців - 0,3 % — азіатів - 0,2 % — чорних або афроамериканців |

До двох чи більше рас належало 0,9 %. Частка іспаномовних становила 2,0 % від усіх жителів.
За віковим діапазоном населення розподілялося таким чином: 24,0 % — особи молодші 18 років, 63,0 % — особи у віці 18—64 років, 13,0 % — особи у віці 65 років та старші. Медіана віку мешканця становила 40,7 року. На 100 осіб жіночої статі у місті припадало 105,3 чоловіків;  на 100 жінок у віці від 18 років та старших — 106,3 чоловіків також старших 18 років.
Середній дохід на одне домашнє господарство  становив 54 599 доларів США (медіана — 47 689), а середній дохід на одну сім'ю — 60 078 доларів (медіана — 54 135). Медіана доходів становила 42 976 доларів для чоловіків та 38 500 доларів для жінок. За межею бідності перебувало 22,2 % осіб, у тому числі 33,4 % дітей у віці до 18 років та 10,9 % осіб у віці 65 років та старших.
Цивільне працевлаштоване населення становило 796 осіб. Основні галузі зайнятості: освіта, охорона здоров'я та соціальна допомога — 35,3 %, виробництво — 18,1 %, роздрібна торгівля — 8,8 %, будівництво — 7,9 %.